# András Mócsy
András Mócsy (auch Andreas Mócsy, * 15. Mai 1929 in Budapest; † 20. Januar 1987 ebenda) war ein ungarischer Provinzialrömischer Archäologe, Epigraphiker und Althistoriker, der sich auch mit antiker Onomastik beschäftigte. Seine wichtigsten Veröffentlichungen erfuhren internationale Beachtung.

## Leben
Die private Sammlung seines Vaters, des Tierarztes und Universitätsprofessors János Mócsy, weckte sein Interesse an der Antike. Nach dem Besuch des Piaristengymnasiums in Budapest studierte der junge Mócsy zwischen 1947 und 1949 an der damaligen Péter-Pázmány-Universität Latein mit den Schwerpunkten Geschichte und Archäologie. Von 1951 bis 1959 war er zunächst als wissenschaftlicher Mitarbeiter am Ungarischen Nationalmuseum beschäftigt, leitete viele Ausgrabungen in Westungarn und veröffentlichte die Ergebnisse in zahlreichen Forschungsberichten. Bereits vor dieser Zeit wandte er sich der Epigraphik zu. 1950 erschien dazu sein Beitrag zur Organisation der Militärstadt in Aquincum und 1956 veröffentlichte er die 1959 auf Deutsch erschienene Monographie Die Bevölkerung von Pannonien bis zu den Markomannenkriegen. Im April 1957 beteiligte sich Mócsy mit zahlreichen Altertumswissenschaftlern, darunter dem als staatlichen Dissidenten gebrandmarkten Klassischen Philologen István Borzsák (1914–2007), an der Gründung des Eirene-Komitees zur Förderung der Klassischen Studien in den sozialistischen Ländern in Liblitz und Prag. 1959 wechselte er an die Loránd-Eötvös-Universität und habilitierte sich dort 1961 am archäologischen Lehrstuhl. 1962 wurde Mócsy außerordentlicher und 1969 ordentlicher Professor der Archäologie. Daneben hatte er eine Professur für Alte Geschichte inne. Einer seiner Studenten war Barnabás Lőrincz (1951–2012). In den folgenden Jahren legte er umfangreiche althistorische und provinzialrömische Veröffentlichungen vor. Neben diesen Tätigkeiten war Mócsy Präsident der historisch-philologischen Klasse an der Loránd-Eötvös-Universität. Nach langer, schwerer Krankheit verstarb er in Budapest.
Mócsy war Herausgeber und Redaktionsmitglied von mehreren nationalen und internationalen Zeitschriften. Seine Arbeiten zur römischen Kaiserzeit mit besonderem Blick auf die Donauprovinzen sind in zahlreichen Sprachen veröffentlicht worden. Er war ab 1966 ordentliches Mitglied des Deutschen Archäologischen Instituts (DAI) und korrespondierendes Mitglied der Österreichischen Akademie der Wissenschaften (ÖAW).

## Ausgrabungen

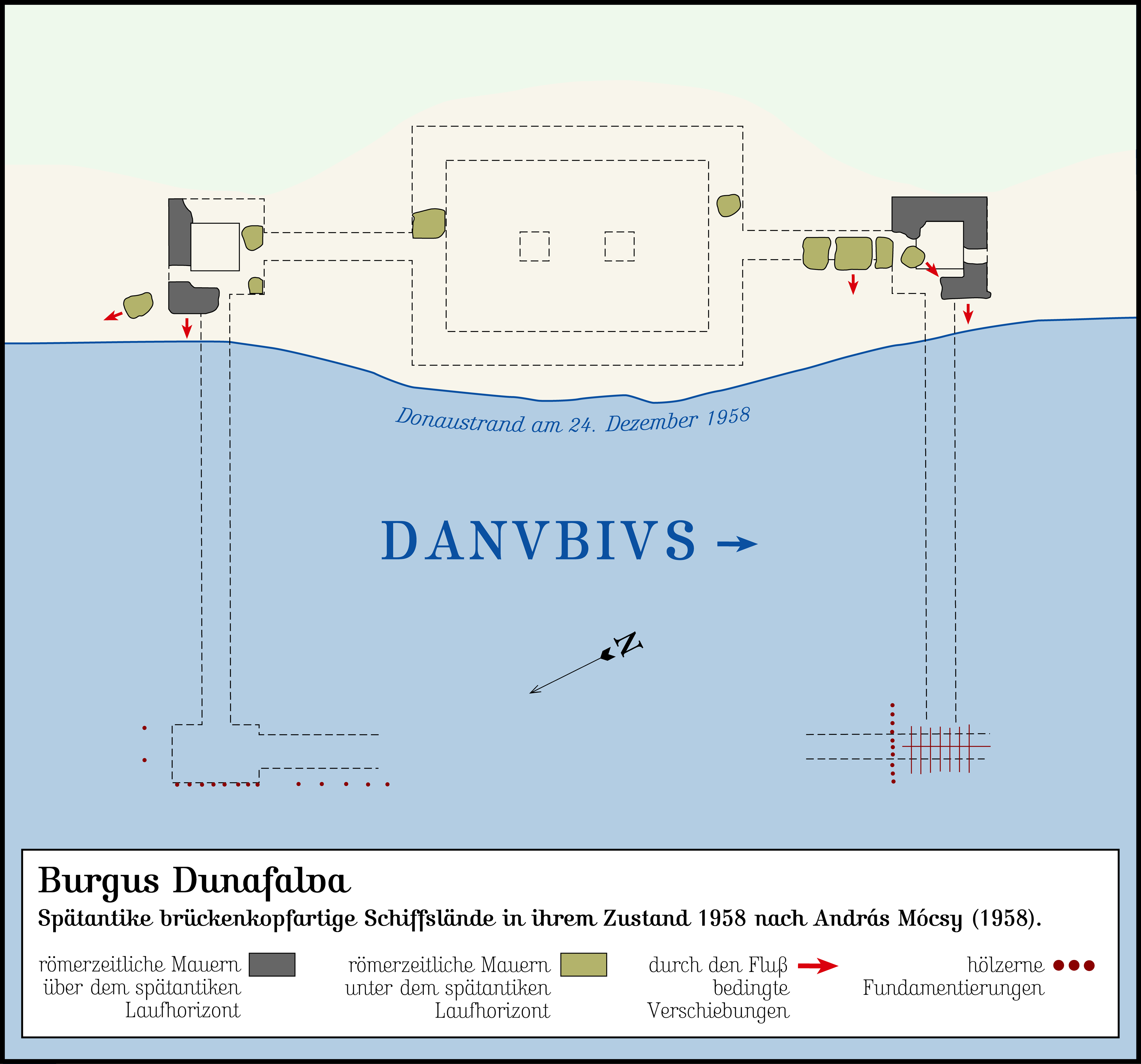
Die Schiffslände von Dunafalva nach der Bestandsaufnahme durch András Mócsy 1958.

Zu den bedeutenden Grabungen zählen:
- 1952: Kastell Intercisa. Ergrabung der Porta principalis sinistra.[4]
- 1958: Burgus contra Florentiam. Untersuchungen an der spätantiken Schiffslände und Rekonstruktion des Grundrisses.[5]
- 1960–1969: Kastell Tokod. Vollständige Aufdeckung der spätantiken Anlage.[6][7]
- Municipium Aelium Salla (Zalalövő), Komitat Zala

## Auszeichnungen
- 1971 Preis der Ungarischen Akademie der Wissenschaften
- 1983 Ungarischer Staatspreis für Kultur
- 1986 Goldmedaille der Loránd-Eötvös-Universität Budapest
- Kuzsinszky-Medaille
- Flóris-Rómer-Medaille

## Schriften (Auswahl)
- Die Bevölkerung von Pannonien bis zu den Markomannenkriegen. Verlag der Ungarischen Akademie der Wissenschaften, Budapest 1959.
- Pannonia. In: Paulys Realencyclopädie der classischen Altertumswissenschaft (RE). Supplementband IX, Stuttgart 1962, Sp. 516–776.
- Zur Bevölkerung in der Spätantike. In: Géza Alföldy: Bevölkerung und Gesellschaft der römischen Provinz Dalmatien. Akadémiai Kiadó, Budapest 1965.
- Municipale Gemeinden und ihre Territorien in Moesia Superior. Akademija nauka i umjetnosti Bosne i Hercegovine, 1967.
- Gesellschaft und Romanisation in der römischen Provinz Moesia Superior. Hakkert, Amsterdam 1970.
- Vorarbeiten zu einem Onomasticon von Moesia superior. ANUBiH, Godišnjak Centra za balkanološka ispitivanja, knjiga 6., Sarajevo 1970.
- mit Lajos Balla, Tihamér Szentléleky: Die Römischen Steindenkmäler von Savaria. Akadémiai Kiadó, Budapest 1971.
- Der Limes und die Provinzen. XIV International Congress of Historical Sciences, San Francisco 1975.
- Pannonia and Upper Moesia. A history of the middle Danube provinces of the Roman Empire. Routledge & K. Paul, London u. Boston 1974, ISBN 0-7100-7714-9.
- mit László Barkóczi: Die römischen Inschriften Ungarns (RIU). 2. Lieferung. Salla, Mogentiana, Mursella, Brigetio.  Hakkert, Amsterdam 1976, ISBN 963-05-0680-7.
- mit Barnabás Lőrincz: Das Heer. In: András Mócsy: Pannonia–Forschung 1973–1976. In: Acta Archaeologica Academiae Scientiarum Hungaricae. 29, 1977
- Zur Entstehung und Eigenart der Nordgrenzen Roms. Westdeutscher Verlag, Opladen, 1978, ISBN 3-531-07229-3
- Die Spätrömische Festung und das Gräberfeld von Tokod. Akadémiai Kiadó, Budapest 1981, ISBN 963-05-2375-2.
- Beiträge zur Namenstatistik. Dissertationes Pannonicae. Rudolf Habelt Verlag, Bonn 1985, ISBN 3-7749-2345-0.

### Postum
Aus dem Nachlass erschien:
- Pannonien und das römische Heer. Ausgewählte Aufsätze. Herausgegeben von Michael P. Speidel. Steiner, Stuttgart 1992, ISBN 3-515-06103-7.
- mit Sándor Soproni, Jenő Fitz u. a.: Das Territorium von Aquincum, die Civitas Eraviscorum und die Limesstrecke Matrica-Annamatia und das Territorium von Gorsium. (= Die römischen Inschriften Ungarns (RIU). 6. Lieferung). Enciklopédia Kiadó, Budapest und Rudolf Habelt Verlag, Bonn 2001, ISBN 3-7749-3054-6.
- mit László Makkai, Béla Köpeczi (Hrsg.): History of Transylvania. Institute of History of the Hungarian Academy of Sciences, Columbia University Press, New York 2001, ISBN 0-88033-479-7.